# Banogne-Recouvrance
Banogne-Recouvrance é uma comuna francesa na região administrativa de Grande Leste, no departamento Ardenas. Estende-se por uma área de 18,29 km². Em 2010 a comuna tinha 162 habitantes (densidade: 8,9 hab./km²).